# ضفيرة عضدية
الضفيرة العضدية (بالإنجليزية: Brachial plexus)‏ هي عبارة عن مجموعة من الأعصاب متداخلة مع بعضها البعض تعصب الطرف العلوي، تتوضع في العنق وفي الإبط.
يتم تغذية الأطراف العلوية (الذراعان) والسفلية (الرجلان) عصبيا عن طريق تشكيلات من الأعصاب تعرف بالضفائر العصبية. وعلى ذلك فإن الضفيرة العضدية هي تلك الشبكة من الأعصاب التي تغذي الطرف العلوي.

## أهمية التغذية العصبية
بشكل عام فإن التغذية العصبية - التي تتم لجميع أجزاء الجسم بلا استثناء - تعمل عمل كابلات الكهرباء لنقل
الأحاسيس من أعضاء الجسم المختلفة إلى المخ الذي يقوم بإدراكها ونقل الأوامر الحركية من المخ إلى
الأعضاءالمنفذة كالعضلات والغدد وغيرها.

أما في الطرف العلوي بشكل خاص لها وظائف هامة مثل: وظيفة الإحساس (للبشرة وللتراكيب الداخلية كالمفاصل)، وظيفة الحركة لعضلات الطرف العلوي، وظيفة تغيير أقطار الأوعية الدموية بوساطة الأعصاب المُحَرِّكة الوعائية، ووظيفة تنبيه الإفراز للغدد العرقية.

## التكوين

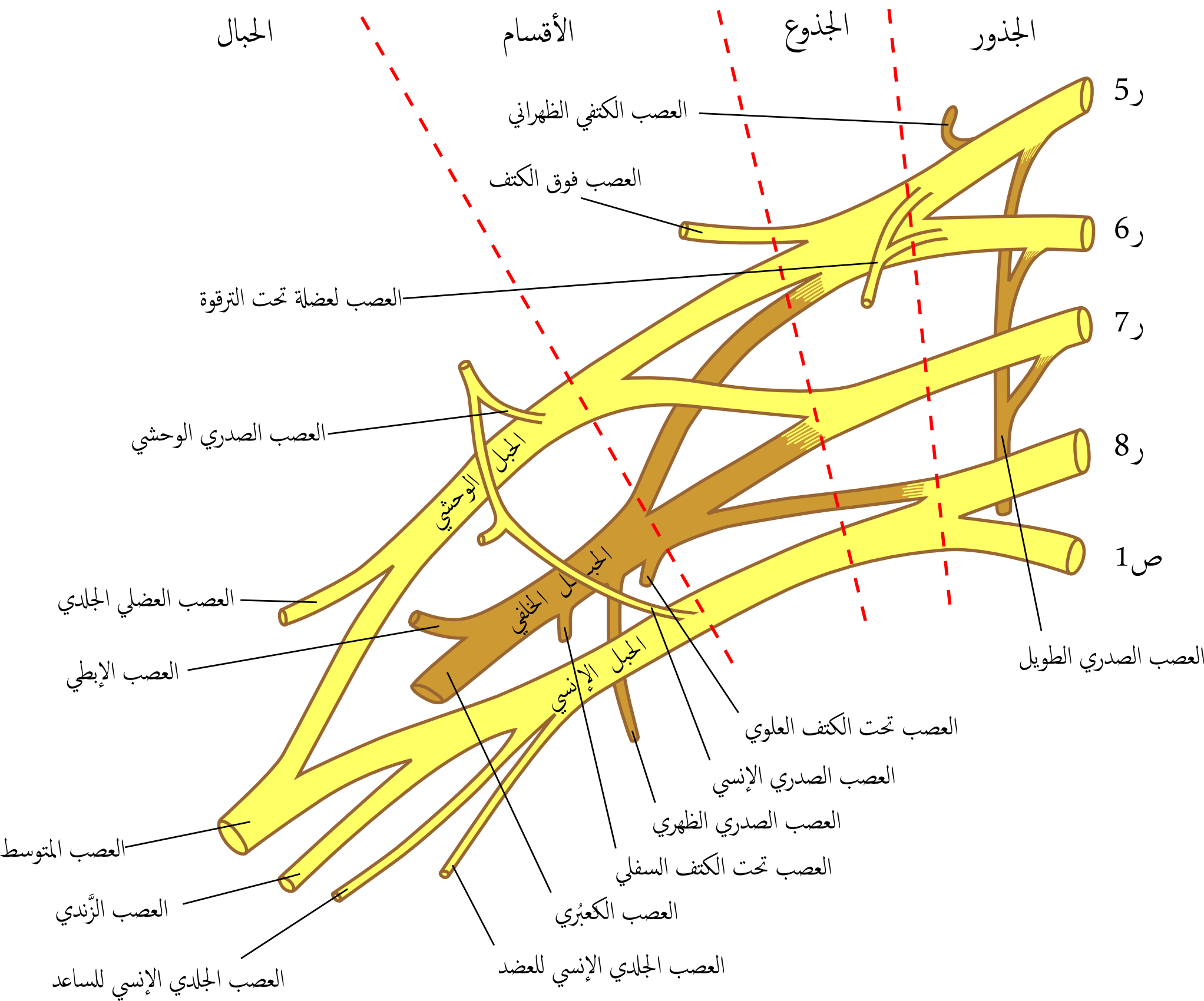
الضفيرة العضدية وجذورها وكل تفرعاتها

تنشأ هذه الضفيرة في مثلث الرقبة الخلفي من الفروع الأمامية للأعصاب الشوكية التالية: العنقية الخامسة والسادسة والسابعة والثامنة، والصدرية الأولى، وتُقسم إلى أجزاء أربعة وهي: الجذور، الجذوع، الأقسام، الحبال، والفروع الرئيسية. الجذور تم ذكرها، أما الجذوع فإنها تتكون من جذر أو اثنين؛ فالجذع العلوي يتكون من الجذرين (ر5،ر6) والجذع الأوسط هو امتداد العصب (ر7)، أما (ر8،ص1) فتجتمع لتكون الجذع السفلي. هذه الجذوع ينقسم كل منها إلى قسم أمامي وخلفي. القسم الأمامي لكل من الجذع العلوي والأوسط تجتمع لتكون "الحبل الوحشي"، أما القسم الأمامي للجذع السفلي فيمتد ليكون الحبل الإنسي، الأقسام الخلفية للجذوع الثلاثة تجتمع لتكون الحبل الخلفي.
تبدأ الجذور من الحبل الشوكي ثم تصل قاعدة الرقبة من بين العضلتين الأخمعية الأمامية والوسطى، ثم تعبر الجذوع والأقسام مثلث الرقبة الخلفي وتجتمع والشريانَ الإبطي والوريد الإبطي وتحاط ثلاثتها بالغمد الإبطي.
تخرج الفروع من الضفيرة العضدية كالآتي:
- من الجذر العلوي:العصب الكتفي الظهراني، والعصب الصدري الطويل
- من الجذع العلوي:العصب لعضلة تحت الترقوة، والعصب فوق الكتف (تغذي عضلة فوق الشوك وتحت الشوك – وهما عضلتان فوق وتحت شوكة لوح الكتف من الخلف-)
- من الحبل الوحشي: العصب الصدري الوحشي، العصب العضلي الجلدي، الجذر الوحشي للعصب المتوسط
- من الحبل الإنسي: العصب الصدري الإنسي، العصب الجلدي الإنسي للعضد والعصب الجلدي الإنسي للساعد، العصب الكُعبُري، الجذر الإنسي للعصب المتوسط.
- من الحبل الخلفي: العصب تحت الكتف العلوي والسفلي، والعصب الإبطي، والعصب الصدري الظهري، والعصب الزَّندي